# Epigrafo

El epigrafo de una función de valor real es la zona "sobre" la curva.

En matemática, el epigrafo de una función real f : Rn→R es el conjunto de puntos situados en o sobre esta:
{\displaystyle {\mbox{epi}}f=\{(x,\mu )\,:\,x\in \mathbb {R} ^{n},\,\mu \in \mathbb {R} ,\,f(x)\leq \mu \}\subseteq \mathbb {R} ^{n+1}.}
Análogamente, el conjunto de puntos en o por debajo de esta función es un hipografo.
Cuando nos referimos a relaciones, tales como relaciones de preferencia en economía, un conjunto definido de esta manera generalmente se llama conjunto contorno superior.

## Propiedades
Una función es convexa si y sólo si su epigrafo es un conjunto convexo. El epigrafo de una función afín real g : Rn→R es un semiplano en Rn+1.
Una función es inferiormente semicontinua si y sólo si su epigrafo es cerrado.